# Rejőd Tiborc
Rejőd Tiborc (Gyulafehérvár, 1892. június 17. – Gyulafehérvár, 1972. június 20.) paptanár, művészettörténész.

## Életútja
Szülővárosa római katolikus főgimnáziumának jelesen érett diákjaként küldötte ki egyházi főhatósága Rómába, ahol hat évig volt a Német-Magyar Kollégium tagja és ahol a Gregorián Egyetemen summa cum laude minősítéssel bölcselettudományi doktorátust szerzett (1912). Hittudományi tanulmányainak befejezése után hazatért, s 1915-ben szentelték pappá. Első szolgálati helyén, Nagyszebenben 1915 szeptemberétől segédlelkészként kezdte pályafutását. Itt átvette a Nagyszebeni Kath. Egyházi Tudósító szerkesztését és a Katholikus Nővédő keretében működő Patronázs, azaz a fiatal szolgálóleányok védelmére működtetett Leánykör, Családotthon és Elhelyező vezetését is. Hittanár és katonalelkész, s akkor sem hagyta el állomáshelyét, amikor Nagyszeben 1916. augusztus 28. és október 1. között román megszállás alá, illetve a tűzvonalak közé került. Helytállásáért a II. osztályú Lelkészi Érdemkereszttel tüntették ki. Mikor a Katholikus Háziasszonyok Országos Szövetségének igazgatójává választották (1918), végképp elhagyta Nagyszebent. 1927-ig Budapesten a Tűzhely Népvédő és Népművelő Szövetség vezetője; öt esztendőn keresztül (1920-1925) az Ecclesia-Harangművek Rt. vezetője is. Évente háromszor magyar missziókat tart Milánóban az Észak-Olaszországba szakadt magyar ajkú katolikus hívek részére, majd 1928-ban három évre maga is kitelepedett Milánóba. Megfordult Svájcban, Bázel és Luzern kantonokban, ahol újabb hét évig (1935-ig) tartózkodott. Egyik önvallomásos írása szerint papi éveinek legszebbjeit mint kórházlelkész a luzerni Szent Anna Klinikán töltötte. Svájcból az ausztriai Linzbe került, majd 1936-ban a Veszprémi Egyházmegyébe, Kővágóörsre, ahonnan két év múlva, 1938-ban az Egyházmegyei Actio Catholica sajtótitkáraként Veszprémbe nevezték ki. Itt az Angolkisasszonyok szerzetesrend vezetése alatt álló híres tanítóképző hittanára, a műemlék zárdatemplom igazgatója is. 1940 őszén tért vissza szülőföldjére. Előbb a kolozsvári Állami Leánygimnázium és az Állami Tanítóképző hittanára, az ideiglenesen Kolozsvárt működő római katolikus Hittudományi Főiskola egyházművészeti előadója, majd 1945-ben végképp Gyulafehérváron telepszik le mint a szatmári Irgalmas Nővérek ottani zárdájának lelkésze.

## Munkássága
A kényes erkölcsi és társadalmi kérdéseket is higgadt körültekintéssel felvető színes egyéniségéről, kifinomult stílusérzékkel megírt cikkein és könyvein kívül, egykori tanítványai visszaemlékezései is tanúskodnak. Mindenekelőtt az általa „lélekkertészet” gyanánt emlegetett korszerű leánynevelést tekintette élethivatásának, sőt ennek eredeti módszertanát, a „lelki mozi”-t elméletileg is kidolgozta. Ennek lényege, hogy a mozgóképes szemléltetés révén érzékletesen kell rádöbbenteni az embert arra, hogy önnönmagában az egész teremtett világ meg nem ismételhető szintézise. A comeniusi „formatio hominis” nevelési elvnek huszadik századi értelmezésben szerinte arra kell szolgálnia, hogy maradéktalanul kiszabadítsa az ifjúságot abból a lelki légüres térből, ahová korának ezernyi visszahúzó tényezője rekesztette.
Önállóan megjelent munkái: 
- A Patronázs, vagyis Fiatal szolgáló leányok védelme. Nagyszeben 1916
- A véres kard Nagyszeben felett. Naplójegyzetei, 1916. augusztus 28-tól október 1-ig. Nagyszeben 1916, Handmann Adolf szövegképeivel; ; ugyanaz németül: Das blutige Schwert über unser stadt (1916)
- A lélekkertészet művészete. Korszerű leánynevelés. Veszprém 1943
- Bevezetés a műélvezetbe. Kolozsvár 1944. Az előszót írta Felvinczi Takáts Zoltán.

Szerkesztésében jelent meg az Erdély Krisztust akarja! Krisztus Király ünnepének emlékkönyve. Kolozsvár 1943.